# Heliga Kyrillos och Methodios kyrka, Prag
Sankt Kyrillos och Methodios kyrka (tjeckiska: Kostel svatého Cyrila a Metoděje) är en tjeckisk-slovakisk-ortodox kyrkobyggnad, belägen på Resslova-gatan i Nové Město i centrala Prag. 
Kyrkan är helgad åt missionärerna och helgonen Sankt Kyrillos och Sankt Methodios, som spred kristendomen bland de slaviska folken under 800-talet. 

## Historia
Kyrkan uppfördes mellan 1730 och 1740 efter ritningar av bland andra Kilian Ignaz Dientzenhofer. Kyrkan var ursprungligen katolsk och invigd till minne av helgonet Carlo Borromeo. Kyrkan stängdes 1783, dekonsekrerades och användes för profana ändamål. År 1933 överlämnades byggnaden åt den Ortodoxa kyrkan och två år senare konsekrerades den av den ortodoxe biskopen Gorazd och uppkallades efter Kyrillos och Methodios.

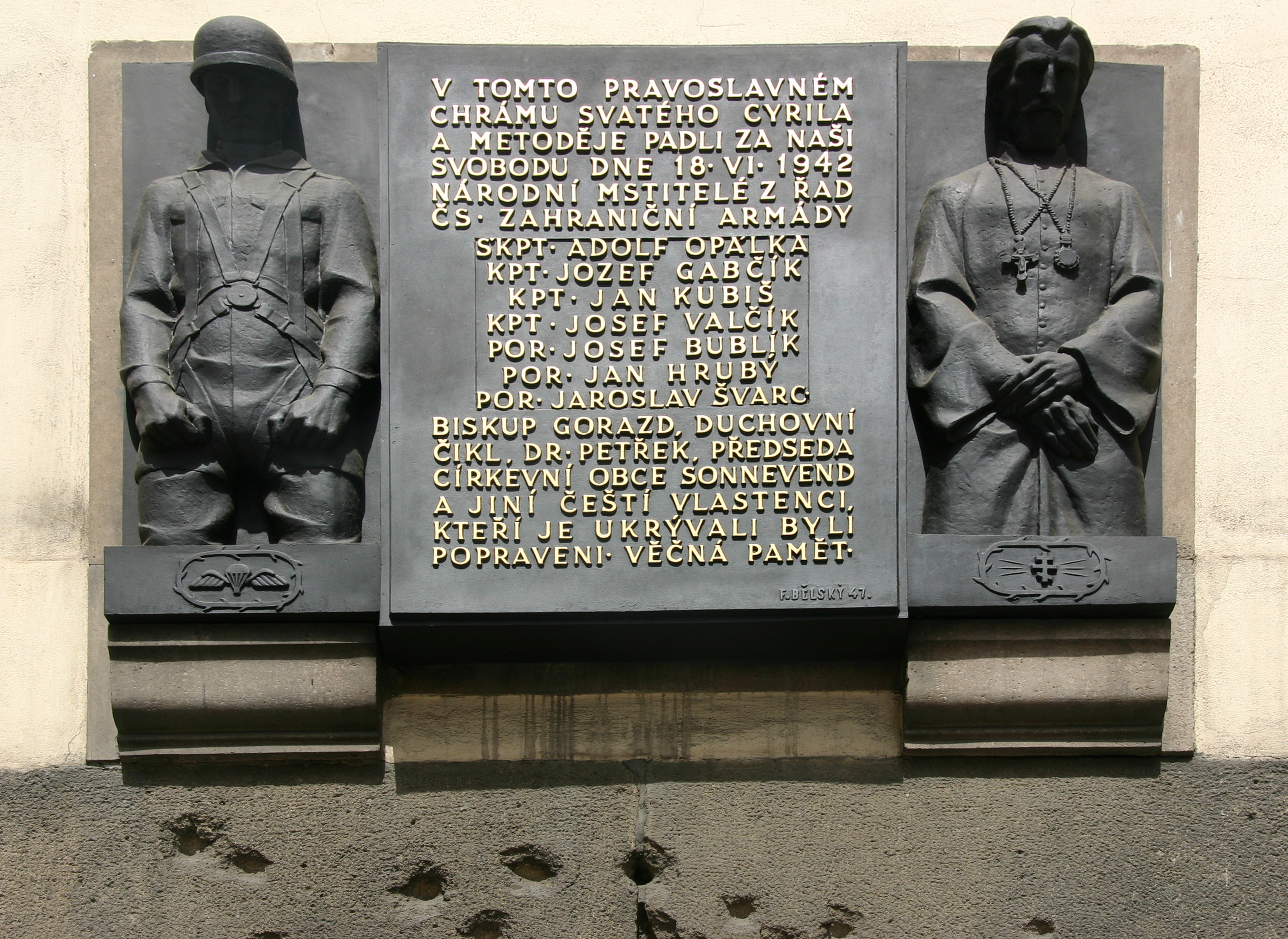
Minnestavla över de motståndsmän som dog i kyrkan.

Efter attentatet mot Böhmen-Mährens nazistiske ställföreträdande riksprotektor Reinhard Heydrich den 27 maj 1942 gömde sig attentatsmännen i kyrkans krypta. Trots Gestapos eftersökningar avslöjades inte gömstället förrän Karel Čurda den 16 juni 1942, mot en belöning på 1 miljon riksmark, avslöjade flera gömställen i Prag. En tillflyktsort skyddades av familjen Moravec, deras son Ata Moravec avslöjade gömstället under tortyr och Gestapo belägrade kyrkan den 18 juni. Vid belägringen deltog 700 soldater och trots upprepade försök att storma kryptan höll de sju männen, däribland Jozef Gabčík och Jan Kubiš, nazisterna stången. Tre av dem dog i striden och de andra fyra tog sina liv. Karel Čurda hängdes efter kriget för förräderi.
Idag är kryptan ett museum. Utanför kyrkan finns en minnestavla. Den 26 augusti 2021 besökte Frank-Walter Steinmeier, som förste tyske president, monumentet och hedrade minnet av fallskärmsjägarna.